# Coqueiro Verde Records
Coqueiro Verde Records, ou simplesmente Coqueiro Verde, é uma gravadora/selo musical independente da Sony DADC fundada por Marcos Kilzer, Léo Esteves e seu pai Erasmo Carlos.
A gravadora já lançou conteúdos exclusivos em CD e DVD, de artistas licenciados como Bob Dylan, Elvis Presley, James Brown, Stevie Wonder, The Beatles, Avril Lavigne, Britney Spears, t.A.T.u., Thiago Martins, Gorillaz, R.E.M. e outros. Inicialmente especializada em artistas internacionais, com o passar dos anos aderiu bandas nacionais, e ao conteúdo musical brasileiro. Nos últimos anos a gravadora editou os CDs e DVDs do artista Erasmo Carlos. A Coqueiro Verde possui uma Editora Musical, espécie de acervo logístico que cuida da administração e dos direitos autorais de toda as obras de Erasmo Carlos.
Lançado com o selo da gravadora Coqueiro Verde, Gigante Gentil foi ganhador do Grammy Latino de Melhor Álbum de Rock ou Música Alternativa em Língua Portuguesa em 2014.
Em 2019 mais um dos trabalhos da gravadora foi a trilha sonora do filme Minha Fama de Mau, com produção da Universal Music, Indiana Produções Cinematográficas e Coqueiro Verde Records.